# Адеодат II
Адеодат II (лат. Adeodatus PP. II; ?, Рим — 17 июня 676) — папа римский с 11 апреля 672 года по 17 июня 676 года.

## Биография
О папе Адеодате II сохранилось мало информации. Он родился в Риме и был сыном Иовиана. К моменту избрания папой Адеодат был уже старшим монахом бенедиктинского монастыря св. Эразма на Целии. Адеодат принимал активное участие в укреплении монашеской дисциплины и преследовании монофелитства. Из-за этого религиозного климата, Адеодат, хотя его назначение было ратифицировано экзархом Равенны, отверг письма от сторонника монофелитства Константина I, нового Константинопольского патриарха (675—677). По этой причине имя папы было исключено из диптихов имперской столицы.
О понтификате Адеодата почти не сохранилось источников. Исключениями являются, например, два письма, приписываемых ему: одно Адриану, игумена монастыря святого Петра Кентерберийского, с подтверждением его освобождения от контроля епископа, другое — епископам Галлии с информацией о привилегиях, предоставленных монастырю святого Мартина Турского. Но оба письма сомнительной подлинности. По сведениям современников, Адеодат II славился щедростью ко всем, состраданием к паломникам и добротой к своему духовенству, чьи привилегии он расширил. Папа восстановил базилику Святого Петра на восьмой миле Портуенской дороги и перестроил и расширил здания монастыря поблизости. Его иногда называют просто папой Адеодатом (без порядкового номера), поскольку его предшественника Адеодата I иногда называют «папа Деусдедит».
Адеодат благословил начало избрания дожей в Венеции.